# 高江町停留場
高江町停留場（たかえまちていりゅうじょう）は、かつて熊本県熊本市にあった熊本市交通局川尻線に属した電停（廃駅）である。

## 構造
- 専用軌道上あった相対式2面2線。

## 歴史
- 1945年（昭和20年）12月1日 熊本市が百貫線と共に川尻線買収、熊本市交通局の路線となると共に戦時中に廃止した「上高江」・「下高江」の中間に「南高江」電停として開業。
- （改称時期不明） 名称を南高江から高江町に変更。
- 1965年（昭和40年）2月21日 川尻線廃止に伴い、当駅も廃止。

## 現在
- 線路跡は住宅街の市道となっているが、高江町停留場があった場所から市道沿い南方200メートル一部の土地は廃線50年以上経った（2017年2月）現在も川尻線を運営していた｢熊本市交通局所有地｣になっていたが、2019年に一部を除き宅地に変更している。

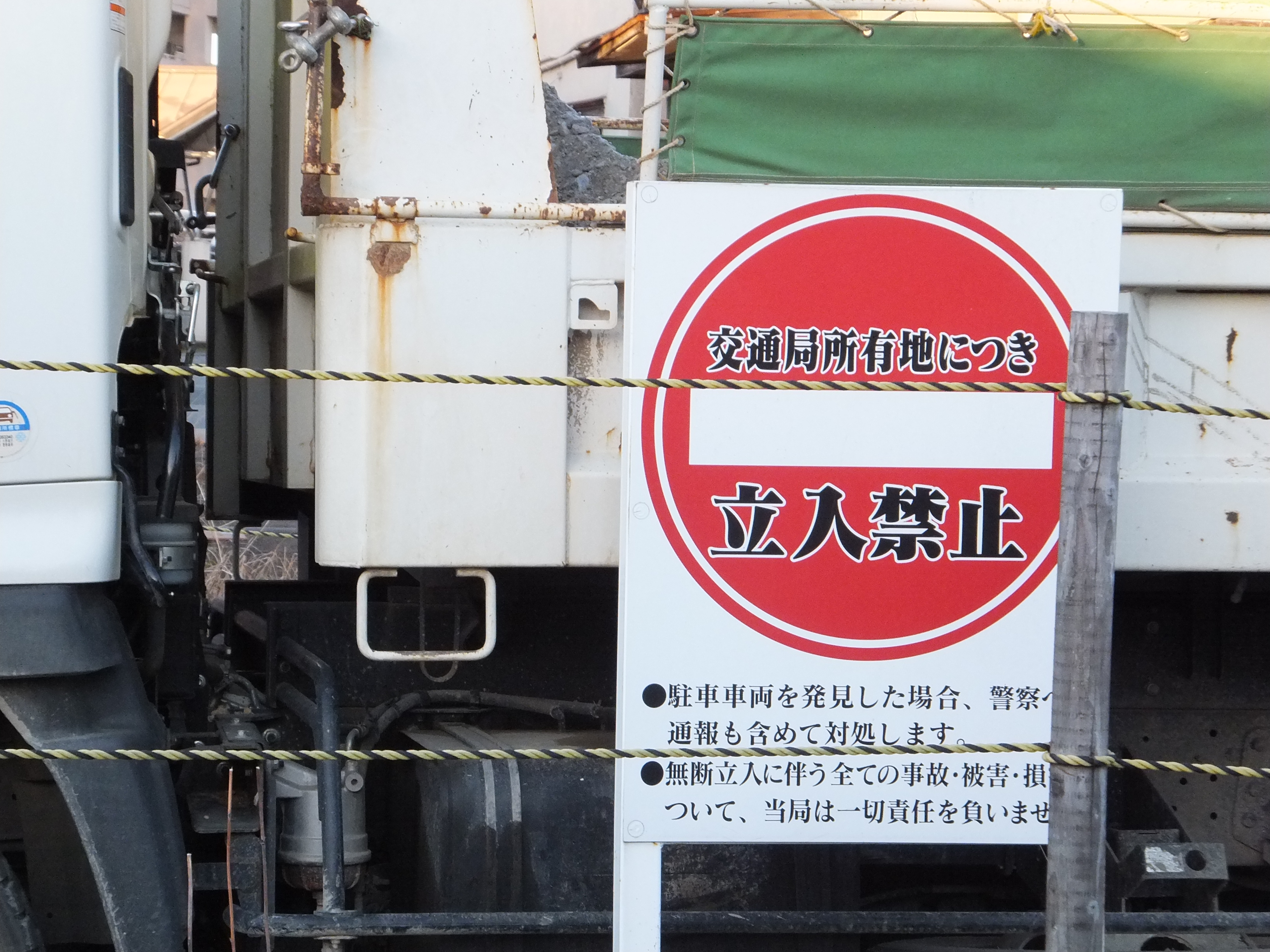
熊本市交通局所有地を指す看板

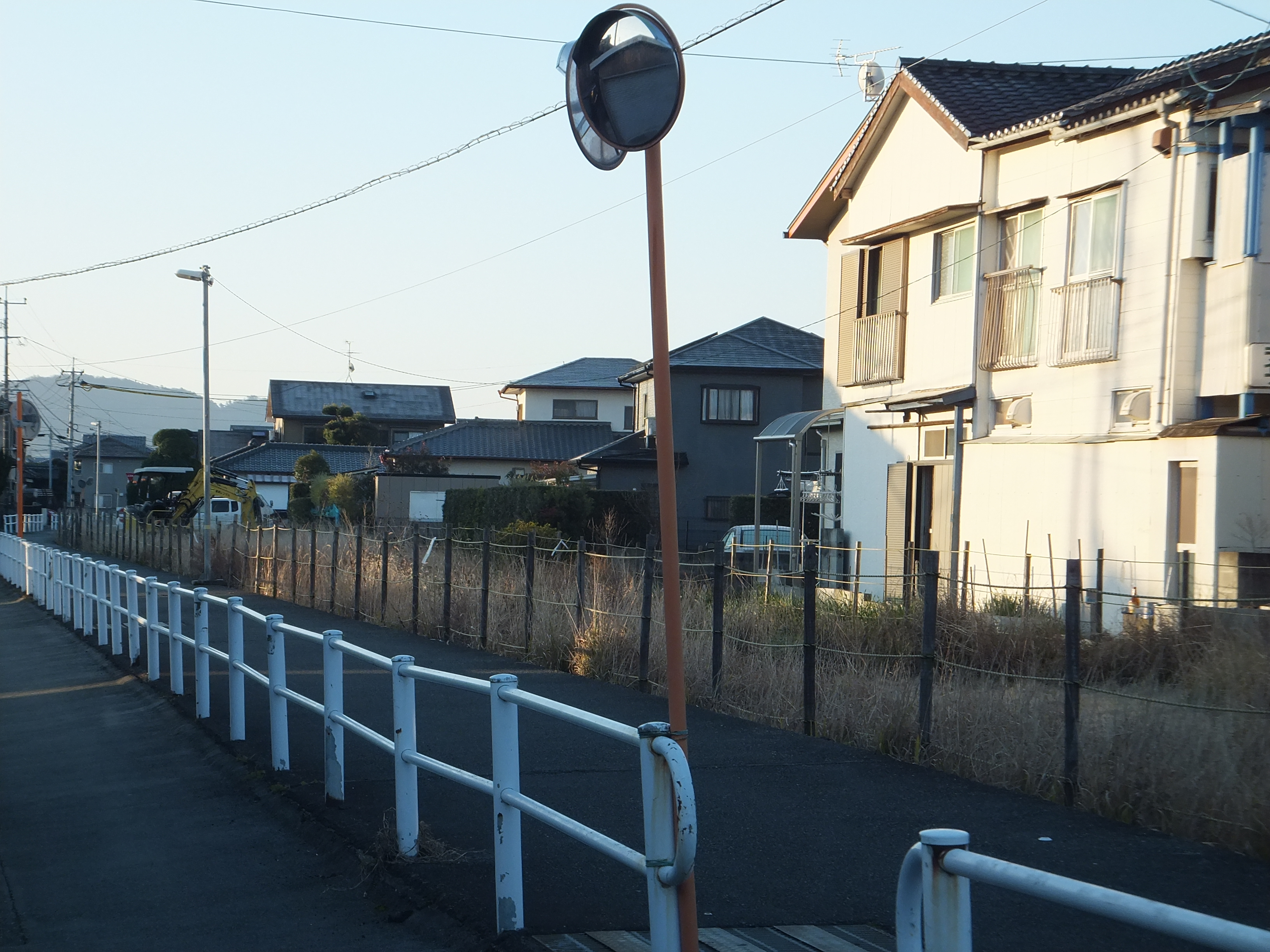
廃止から50年以上経た線路跡

## 隣の停留場
熊本市交通局
川尻線
刈草電停 - 高江町電停 - 宮ノ前電停